# 貊高
貊高（？—1368年），元朝大臣，太和县人，元顺帝时中书平章政事。
貊高开始为察罕帖木儿的部将，因为善于谈论兵事被看重。至正二十二年（1362年），察罕帖木儿死后，关保归属扩廓帖木儿（王保保），加入军阀混战。至正二十三年（1363年），帮助王保保攻打张良弼。至正二十四年（1364年），貊高和关保一起攻打孛罗帖木儿。至正二十五年（1365年），孛罗帖木儿死后，貊高率军回到京师，入城掠夺，受命驻军济南。至正二十七年（1367年），王保保违抗朝命，关保和貊高上疏告发他有不臣之心，他担任知枢密院事、中书平章政事，守卫山东，抵御明朝大军，又和王保保互相攻战。至正二十八年（1368年），分兵掠夺祁县，遭到王保保夜袭，兵败被擒杀。